# ドクター・ビート
『ドクター・ビート』（Eyes of Innocence）は、1984年にリリースされたマイアミ・サウンド・マシーンの通算8枚目のスタジオ・アルバムである。

## 解説
アルバムからのファースト・シングルであり、アルバムの邦題にもなった「ドクター・ビート」は全英シングルチャートで6位を記録するなど、ヨーロッパを中心にヒットした。2005年にはMyloの楽曲「ドロップ・ザ・プレッシャー」とマッシュアップした「ドクター・プレッシャー」が制作され、同じく全英シングルチャートで3位を記録している。
「オレンジ・エクスプレス」は渡辺貞夫の同名曲に新たに歌詞を付けた楽曲。

## 収録曲
| #   | タイトル                                                      | 作詞 | 作曲・編曲 |
| --- | ------------------------------------------------------------- | ---- | ---------- |
| 1.  | 「ドクター・ビート」(Dr. Beat)                                |      |            |
| 2.  | 「プリズナー・オブ・ラヴ」(Prisoner of Love)                  |      |            |
| 3.  | 「OK」(OK)                                                    |      |            |
| 4.  | 「ラヴ・ミー」(Love Me)                                       |      |            |
| 5.  | 「オレンジ・エクスプレス」(Orange Express)                    |      |            |
| 6.  | 「アイ・ニード・ア・マン」(I Need a Man)                      |      |            |
| 7.  | 「アイズ・オブ・イノセンス」(Eyes of Innocence)               |      |            |
| 8.  | 「あなたの人生」(When Someone Comes Into Your Life)           |      |            |
| 9.  | 「アイ・ニード・ユア・ラヴ」(I Need Your Love)                |      |            |
| 10. | 「ドゥ・ユー・ウォント・トゥ・ダンス」(Do You Want to Dance?) |      |            |